# Schneider Electric Motion Deutschland
Als Schneider Electric Motion Deutschland GmbH firmierte zwischen 2008 und 2013 das in Lahr/Schwarzwald ansässige Werk für elektrotechnische Komponenten des Schneider-Electric-Konzerns. Der 1941 als Berger Lahr entstandene Betrieb wird seit 2013 als Standort Lahr der Tochtergesellschaft Schneider Electric Automation GmbH weitergeführt. Mit 420 Mitarbeitern (Stand 2021) werden dort antriebstechnische Lösungen für den Maschinenbau entwickelt und produziert.

## Produktbereiche
Die Hauptprodukte sind:
- Antriebsverstärker (für Schrittmotoren, EC-Motoren und Servomotoren)
- Kompaktantriebe (Motor und integrierter Antriebsverstärker)
- Motoren (Schritt-, Servo- und EC-Motoren)
- Linear Motion (Linearachsen und Achskombinationen)
- Stellantriebe (präzise Positionierung von Klappen, Ventilen oder Schiebern)

## Geschichte
Im Jahr 1941 gründete Gerhard Berger das Unternehmen Berger Lahr. Die ersten Produkte sind Messinstrumente, Regelgeräte und Relais. 1958 erfolgte der Bau des ersten Berger-Lahr-Schrittmotors. Das Unternehmen erweiterte seinen Produktionsbereich im Jahr 1976 um die Entwicklung und Fertigung von Elektronik.
Im Jahr 1988 wurde Berger Lahr von der Schweizerischen Industrie Gesellschaft übernommen und die Produkte unter dem Namen SIG positec vermarktet. Im Jahr 1989 führte das Unternehmen den Bereich Linear Motion ein, produziert wurden Linearachsen und Linearroboter.
1999 wurden die integrierten Antriebe IclA auf dem Markt eingeführt.
Im Jahr 2000 übernahm die in Frankreich ansässige Schneider Electric das Unternehmen, wobei der Betrieb eigenständig blieb. Im Jahr 2008 firmierte Berger Lahr zu Schneider Electric Motion Deutschland GmbH um. Im September 2013 wurde das Unternehmen auf die Schneider Electric Automation GmbH in Marktheidenfeld verschmolzen.